# Sedliště (Frýdek-místeki járás)
Sedliště település Csehországban, a Frýdek-místeki járásban. Sedliště Frýdek-Místek, Václavovice, Vratimov, Řepiště, Bruzovice és Kaňovice településekkel határos. Lakosainak száma 1725 fő (2024. január 1.).

## Népesség
A település lakosságának változását az alábbi diagram mutatja:
| Lakosok száma | 997  | 1007 | 1178 | 1098 | 1111 | 1190 | 1593 | 1665 | 1668 | 1725 |
|               | 1869 | 1890 | 1921 | 1950 | 1980 | 2001 | 2017 | 2019 | 2022 | 2024 |